# 泸定桥
泸定桥，又称大渡桥，位于中国四川省西部的大渡河上，是一座由清朝康熙帝御批建造的悬索桥。始建于清康熙44年（1705年），建成于康熙45年（1706年）。
1935年，中国工农红军在长征途中“飞夺泸定桥”，红4团官兵在天下大雨的情况下，在崎岖陡峭的山路上跑步前进，並在5月29日凌晨6时按时到达泸定桥西岸。
1956年8月16日公佈為四川省第一批歷史及革命文物保護單位。1961年3月4日列為第一批全國重點文物保護單位。1980年7月7日重新公佈為四川省第一批文物保護單位。

## 铁索桥
泸定桥所在的地区，是四川通往康區、衛藏的交通要道，来往的商旅甚多。在未建桥之前，人们大都依靠竹索、藤索或附近的三个渡口渡过大渡河，但因为水流湍急，过河十分不易。为了加强与康藏地区的联系，清政府决定在河谷狭窄、地势低平、水流较缓的泸定城西建造悬索桥梁。泸定桥于康熙四十四年（1705年）动工，次年竣工。因为是康熙帝御批建造的，因此它又叫做“皇桥”，而民间则称之为“铁索桥”。桥建成后，为保证安全，每天仅允许定时通行并限制同时过桥的人数。
泸定桥是一座悬索桥，跨度为101.6米，宽度为2.8米，底部距离枯水时的水面约14.5米。桥由13条铁索组成，其中9条为底索，索间距离33厘米，上铺横木板，横木板上再铺八道纵木板作为桥面。另外4条铁索则作为行人的扶栏。铁索每根长127.45米，重约2.5吨，有碗口粗细，由800-900个扁环扣链而成。
桥的两岸有桥台，高20米，上为梯形，下为方形，用条石砌筑而成。两个桥台的后面各开有一口深6米的落井，每口井都有生铁铸就的地龙桩7根或8根，与桥身平行地插在井底的井壁上。地龙桩下面再横卧一根铁铸卧龙桩，每根重1800斤。泸定桥的铁索就固定在这些卧龙桩上，由桥台和桥桩的重力来共同承受桥的拉力，坚固无比。两岸的桥台上都建有桥亭，既可防止雨水侵蚀落井，也是官府征收过桥税费的场所。东桥亭内有康熙“御制泸定桥碑”，记述造桥的始末，西面有康熙亲自书写的“泸定桥”三字碑。东桥亭背后还有观音阁，登临其上可俯瞰整个泸定城。
1950年，作为川藏公路的一部分，泸定城以北新建了钢索悬桥，泸定桥已不再承担交通要道的作用。1977年整个桥梁进行了重修，岸上还建造了陈列红军史迹的展示馆等。